# Зајделова теорија аберација
Зајделова теорија аберација, такође позната под називом "Теорија аберација трећег реда", је прва теорија аберација конусоида - површина описаним ротацијом конусних пресека око средишње осе. Названа је по њеном творцу, немачком математичару Лудвиху Филипу Зајделу (Ludwig Phillip Siedel), који ју је објавио 1856-те године. 

## Значај и примена
Зајделова теорија аберација је била први велики корак ка установљавању оптичке теорије која би утврдила непосредну везу између својстава оптичких површина и каквоће оптичке слике коју оне производе. Мада је била ограничена на праћење оптичких зрака и геометријске слике коју они производе - дакле, без увида у физичке особине слике - и обухватала само тзв. примарне аберације, омогућила је битан напредак не само у оптичкој каквоћи постојећих врста оптичких склопова, него такође и проналажење и развој нових. Мада је превазиђена општом теоријом аберација конусоида Карла Шварцшилда, као и новијим прилозима теорији аберација (нпр. Зернике полиноми), Зајделова теорија још има практичну вредност. 

## Тригонометријска основа и поступак
Зајделова теорија се заснива на тригонометријском праћењу путање оптичких зрака, на основу чега се долази до величине трансверзне, или попречне аберације у равни Гаусове жиже. Зраци се прате од прве до последње оптичке површине, и за сваку се посебно рачуна величина и знак аберације. Коначна аберација за цео оптички склоп дата је збиром аберација са сваке површини. 
Пошто су тригонометријски прорачуни у то време рађени без помоћи електронских рачунара, захтевали су пуно времена. Из тог разлога, Зајдел је за добјање вредности углова зрака користио апроксимацију вредности угла трећег реда, тј. само прва два члана у математичкој серији за синус угла: 
```
                 
sinα = α-(1/3!)α
3
+(1/5!)α
5
-(1/7!)α
7
+...
, 
```

где је α на десној страни једначине угао у радијанима.

## Основне црте
Зајделова теорија описује облик и величину геометријске аберације, тзв. распоред тачака зрака у равни Гаусовске жиже за аберације слике тачке: сферну аберацију, кома аберацију и астигматизам. Такође, описује величину аберација положаја слике тачке: закривљености поља слике, и изобличења (дисторзије) слике.
Теорија прорачунава сваку аберацију одвојено, што значи да не исказује заједничко дејство две или више аберација. У случају кад је присутно више аберација, величина сваке од њих посебно омогућава да се стекне мање или више груба представа о нивоу укупне аберације.
Пошто теорија користи апроксимацију угла трећег реда, она је у случају аберација слике тачке ограничена само на најзначајнији по величини део укупне аберације, тзв. примарну аберацију, или аберацију трећег реда. Сразмерно мали део укупне аберације - тзв. аберације вишег реда - секундарне, терцијарне, и више, није обухваћен овом теоријом.
Аберације вишег реда су занимарљиве у склоповима где су углови зрака у односу на оптичку осу, и у односу на нормалу на оптичку површину мали - какви су били у доба када је Зајделова теорија створена - али често не у модерним склоповима, који користе широка угаона поља слике и/или снажно закривљене оптичке површине.
Такође, пошто је ограничена на геометријски аспект аберација, тј. на геометријске oсобине распореда тачака зрaка, није директно повезана са физичком сликом тачке и њеним особинама. У вези с тим, опис аберације слике тачке коју теорија даје у равни Гаусовске жиже се разликује од аберације у тачки најбоље, или дифракционе жиже, која се не поклапа са Гаусовском жижом у сва три случаја: примарне сферне аберације, коме и астигматизма.

## Математички облик
Зајделова теорија је у свом изворном облику рачунски сложена, због чега је током употребе поједностављивана. Сваки од ових једноставнијих облика је још увек заснован на изворној теорији, и због тога задржава назив Зајделова теорија. У једном од најједноставнјих облика, Зајделов збир, који представља укупну аберацију оптичког склопа као збир вредности аберације за сваку поједину оптичку површину, дат је за класичне аберације следећим изразима (за сферне оптичке површине):
| АБЕРАЦИЈА                     | ЗАЈДЕЛОВ ЗБИР                          |
| ----------------------------- | -------------------------------------- |
| СФЕРНА                        | SI = -ΣA2h(Δu)                         |
| КОМА (САГИТАЛНА)              | SII = -ΣAAgh(Δu)                       |
| АСТИГМАТИЗАМ                  | SIII = -ΣAg2h(Δu)                      |
| ПЕЦВАЛОВА ЗАКРИВЉЕНОСТ ПОЉА   | SIV = -ΣL2cΔ(1/n)                      |
| ДИСТОРЗИЈА (ИЗОБЛИЧЕЊЕ) СЛИКЕ | SIV = -Σ[(Ag3/A)h(Δu)+(Ag/A)L2cΔ(1/n)] |

где су чинилац преламања/одбијања:
- A = n(hc+u) = ni = n′i′ за ивични зрак

(h је висина ивичног зрака на површини, c је реципрочна вредност полупречника закривљености, u је угао ивичног зрака са оптичком осом, и i је угао зрака са нормалом на оптичку површину),
- Ag = n(hgc+ug) = nig = n′i′g за главни зрак,

(висина главног зрака у случају кад је гранични отвор на првој површини је нула, а његов упадни угао у односу на оптичку осу се поклапа са углом у односу на нормалу на површину; за друге површине, или за гранични отвор раздвојен од површине, висина граничног зрака на површини је различита од нуле, и његов упадни угао у односу на оптичку осу је различит од угла у односу на нормалу на површину)
индекс преламања:
- n за средину пре преламања/одбијања, и
- n′ за средину после преламања/одбијања,

угаона разлика:
- (Δu) = (u'/n')-(u/n)

разлика реципрочног индекса
- Δ(1/u) = (1/n')-(1/n)

чинилац закривљености оптичке површине:
- c=1/r, где је r полупречник закривљености, и

Лагранжова инваријанта,
- L = tnu = t'n'u'.

једнака производу висине тачке (t), индекса (n) и угла (u), било пре или после преламања/одбијања.
Зајделов збир помножен са фокалним рациом склопа даје вредност трансверзне аберације.
 Слика десно приказује величине које се користе у овим изразима, на једноставном примеру једне преломне површине (поступак је исти за додатне површине; у случају кад постоји више површина - назначено испрекиданом кружном линијом - или кад је гранични отвор раздвојен од првог оптичког елемента, висина зрака на површини се утврдјује на основу размака, и на основу висине одређују се упадни и преломни/одбојни угао). Горе су приказане величине за тачку на оптичкој оси, а доле за ваносну тачку. У оба случаја присутна је аберација: у првом случају сферна аберација, у другом кома, са одговарајућим распоредом тачака зрака изнад бочног пресека (ради јасноће, оба распореда су нешто већа).
У оба случаја, пуна трансверзна аберација је једнака висини распореда тачака зрака. У случају коме, доња трећина геометријске слике (од зашиљеног краја према заобљеном) је сагитална кома, док је пуна дужина слике тангенцијална кома.

### Пример: удубљено огледало
Као једноставан пример, следи прорачун Зајделовог збира за сферну аберацију и кому, за удубљено сферно огледало пречника 200мм, жижне даљине 1000мм (жижни рацио ƒ/5, тј. F=5), за врло удаљен предмет (тј. за практично паралелне снопове улазнх зрака) 

#### Сферна аберација
Чинилац преламања за тачку на оси је:
A = n(hc+u) = 1(100x-0,0005+0)=-0,05,
и Зајделов збир за сферну аберацију је:
SI = -ΣA2h(Δu) = 0,052x100x0,1 = -0,025
Зајделов збир је -0,025, што значи да је трансверзна сферна аберација, као полупречник распореда тачака зрака у равни Гаусове жиже, -0,025F, или -0,125мм. Знак је негативан зато што се ивични зрак сече се са равни Гаусове жиже испод оптичке осе. Пошто је врх-дно грешка таласног фронта у случају сферне аберације 8F пута мања од полупречника распореда тачака, то значи да је у овом случају она 0,0031мм, или 5,7λ за таласну дужину λ=0.00055мм.

#### Кома
За ваносну тачку са које зраци стижу под углом од једног лучног степена, чинилац преламања:
Ag = n(hgc+ug) = 1(0x-0,0005+0,0175) = -0,0175
и Зајделов збир за сагиталну кому је:
SII = -ΣAAgh(Δu) = 0,05x-0,0175x100x0,1 = 0,00875
То значи да је трансверзна сагитална кома 0,00875F, или 0,04375мм. Тангенцијална кома, која представља пуну трансферзну аберацију коме, је три пута већа, тј. 0,13мм. Пошто је врх-дно грешка таласног фронта у случају коме у равни Гаусове жиже мања од трансверзне аберација 3F пута, она је у овом случају 0,0087мм, или 15,8λ за таласну дужину λ=0.00055мм.

### Зајделов збир за остале облике аберација и за несферне површине
Поред трансверзне аберације, која се може изразити било као линеарна или угаона (тј. линеарна трансверзна подељена са оптичком удаљеношћу слике), Зајделовим прорачуном може се изразити и величина уздужне аберације, како за једнобојне (монохроматске) аберације као сферна и астигматизам, тако и за лонгитудиналну и латералну хроматску аберацију.
Са потребним допунама, Зајделов прорачун се такође може користити за изражавање величине геометријских аберација за оптичке површине разлчите од сферних, било да су у питанју конусоиди, асфере Шмитове врсте, друге врсте асфера, склопова са косим оптичким површинама, и са осно асиметричним површинама. 

## Зајделов збир и аберациона функција таласног фронта
Пошто су трансверзне аберације сразмерне аберацијама таласног фронта, Зајделове суме могу се користити за изражавање аберационе функцоје таласног фронта за примарне аберације. Аберациона функција примарних аберација изражава свеукупно изобличење таласног фронта од стране ових аберација. У свом уобичајеном облику, ова функција користи аберационе коефицијенте, који су посредно (коефицијенти) или непосредно (пуни коефицијенти) повезании са врх-дно (В-Д) грешком таласног фронта. У том облику, она је дата као:
```
  
W
(ρ,θ)
 = s(ρd)
4
 + kα(ρd)
3
cosθ + aα
2
(ρd)
2
cos
2
θ + zα
2
(ρd)
2
 + oα
3
(ρd)cosθ
```

кад користи аберационе коефцијенте s, к, a, z и o, за сферну аберацију, кому, астигматизам, закривљеност поља слике и изобличење слике, у истом редоследу (ρ,θ су поларне координате тачке у отвору склопа, где је ρ изражено у јединци полупречника отвора, дакле 0≤ρ≤1, а θ се мери од осе аберације, d је полупречник отвора, а α је угао поља тачке). Вредност аберационих коефицијената мења се са врстом оптичке површине или елемента, и њиховим особинама (полупречник закривљености, индекс преламања, конична константа, и друге).
Са пуним аберационим коефицјентима, у истом редоследу, функција је дата као:
```
                 
W
(ρ,θ)
 = Sρ
4
 + Kρ
3
cosθ + Aρ
2
cos
2
θ + Zρ
2
 + Oρcosθ
, 
```

док је са Зајделовим збиром за сваку аберацију дата као:
```
              
W
(ρ,θ)
 = (S
I
/8)ρ
4
 + (S
II
/2)ρ
3
cosθ + (S
III
/2)ρ
2
cos
2
θ +
          
                    + 0,25(2S
III
+S
IV
)ρ
2
 + (S
V
/2)ρcosθ
```

Дакле, Зајделов збир и пун аберациони коефицијент за сваку од пет аберација су у непромењеном односу: S=SI/8, К=SII/2, А=SIII/2, Z=(2SIII+SIV)/4 и О=SV/2.
Користећи вредности Зајделовог збира за сферну аберацију и кому у примеру за удубљено огледало, и највећу вредност јединичног полупречника отвора, ρ=1 (за класичне, или примарне аберације, највећа вредност таласне грешке је увек за ρ=1), SI=0.025мм, добија се В-Д вредност од 5,7λ за таласну дужину λ=0.00055мм. Са Зајделовим збиром за кому, SII=0,00875мм, за угао поља од једаог лучног степена, добија се 7,95λ што, пошто је функција за кому половина укупне грешке, даје 15,9λ В-Д грешку у равни Гаусове жиже (мале разлике у односу на вредности изведене у самом примеру су последица заокруживања).